# Gourdon Glacier
Gourdon Glacier är en glaciär i Antarktis. Den ligger i Västantarktis. Argentina, Chile och Storbritannien gör anspråk på området. Gourdon Glacier ligger 233 meter över havet.
Terrängen runt Gourdon Glacier är kuperad åt sydost, men åt nordväst är den bergig.  Trakten är obefolkad. Det finns inga samhällen i närheten. 